# 비코즈 유어 마인
비코즈 유어 마인(Because You're Mine)은 미국에서 제작된 알렉산더 홀 감독의 1952년 영화이다. 마리오 란차 등이 주연으로 출연하였고 조 패스터넉 등이 제작에 참여하였다.

## 출연

### 주연
- 마리오 란차
- 도레타 모로우

### 조연
- 제임스 휘트모어
- 딘 밀러
- 리타 코데이
- 제프 도넬
- 스프링 바잉톤
- 커티스 쿡시
- 돈 포터
- 에두어드 프란즈
- 보비 반
- 랠프 리드
- 세리아 로브스키

## 제작진
- 미술: 윌리엄 페라리
- 미술: 세드릭 기븐스
- 의상: 헬렌 로즈